# Kasbek Borissowitsch Dsantijew
Kasbek Borissowitsch Dsantijew (russisch Казбек Борисович Дзантиев; * 20. Januar 1952 in Nowo-Digorskoje (Nordossetische ASSR); † 19. Juni 2011 in Wladikawkas) war ein nordossetischer Politiker und Innenminister seines Landes.
Dsantijew absolvierte 1986 mit Auszeichnung die Franse-Militärakademie (heute Allgemeine Militärakademie der Russischen Streitkräfte). Zwischen 1976 und 1996 diente er in verschiedenen Kommandoposten in den Inneren Truppen der UdSSR in Moskau und Taschkent. In Usbekistan war er außerdem als stellvertretender Leiter der Taschkenter Höheren Militärtechnischen Schule tätig.
Im Januar 2002, im Vorfeld der Präsidentschaftswahlen, wurde auf ihn ein Bombenattentat verübt, als er mit seinem Auto auf dem Weg zur Arbeit war. Es gab keine Toten oder Verletzten. Als Innenminister war er Anfang September 2004 gleichzeitig Polizeichef des Landes. Nach der schweren terroristischen Geiselnahme von Beslan, die in einer blutigen Katastrophe endete, trat er am 5. September 2004 von seinem Amt zurück. Er sei nicht dazu gezwungen worden, sondern habe diese Entscheidung freiwillig getroffen. Er könne, so Dsantijew in einer Erklärung, nach allem, was geschehen sei, es als Offizier nicht verantworten, noch auf seinem Posten zu bleiben.